# Culfa (rayon)
Culfa (ook geschreven als Julfa) is een district in Azerbeidzjan.
Culfa telt 43.500 inwoners (01-01-2012) op een oppervlakte van 995 km²; de bevolkingsdichtheid is 43,7 inwoners per km².

## Geschiedenis
Gesticht in 1930 en aanvankelijk Abragunus genoemd, heet het sinds 1950 het district Djulfa. De namen, Jolfa/Julfa worden ook gebruikt voor verschillende regio's in het naburige Iran.
Op 28 november 2014 werden bij decreet van de president van de Republiek Azerbeidzjan de dorpen Nahajir en Goynuk van het district Djulfa verwijderd en toegevoegd aan het grondgebied van het district Babek.

## Geografie
Het district grenst in het noordoosten aan Armenië en in het zuiden aan Iran. Het district Djulfa ligt in het oosten van de stad Nachchivan. De Damirlidagh berg (3368 m) is het hoogste punt van het district. De zomer in het district is heet en droog, maar de winter is koud. De gemiddelde temperatuur in januari ligt tussen -10 en -3 °C, in juli tussen +19 en +28 °C. De jaarlijkse hoeveelheid neerslag bedraagt 200-600 mm. De rivieren Alinja, Garadara en de Aras rivier (langs de grens met Iran) stromen door het grondgebied van het district. In de bergen bevinden zich bosmassieven waar bomen als eik, beuk en haagbeuk groeien. De fauna wordt vertegenwoordigd door dieren als wolf, vos en konijn.